# Alfred Gockel

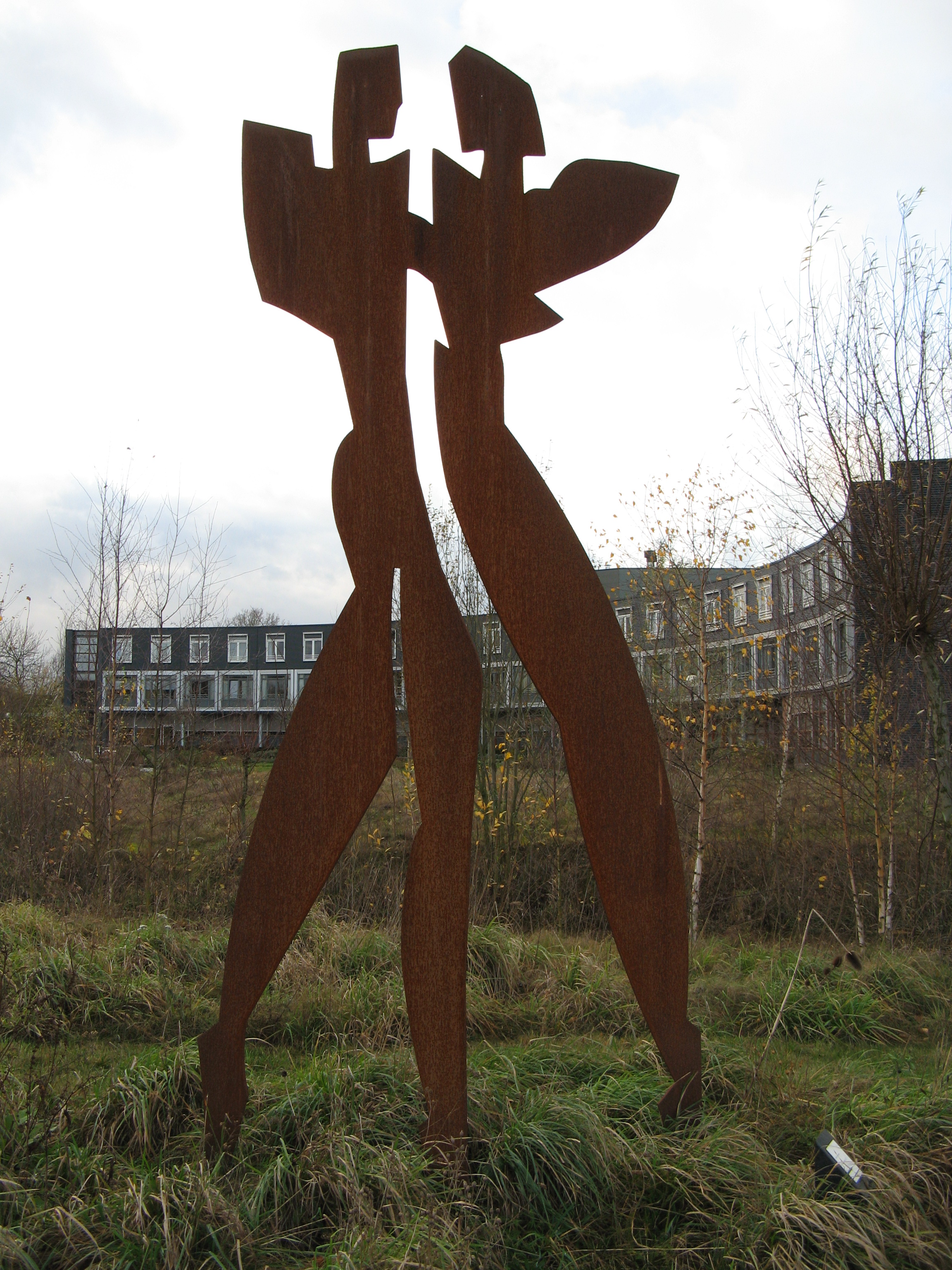
Schattentanz III (2009) in cortenstaal, beeldenpark Sint Anthonis.

Alfred Gockel (Selm, 1952) is een Duits kunstschilder.
Hij is afgestudeerd aan de Universiteit van Münster in Grafische vormgeving en Kunst.
Aansluitend was hij gedurende vier jaar leraar aan deze universiteit.
Vervolgens maakte hij carrière als beeldend kunstenaar en uitgever van eigen werk. Gockel is geïnspireerd door Duits expressionisme en door grote voorbeelden zoals Pablo Picasso en Albrecht Dürer.
De technieken waarmee Gockel werkt zijn:
- acryl, vaak in combinatie met zelfgeprepareerd teer en/of olieverf;
- kopergravure, als monotype en gelimiteerde oplage;
- houtsnede, linoleum in gelimiteerde oplage;
- sculptuur (staal en brons) in gelimiteerde oplage;
- zeefdruk in gelimiteerde oplage

Het liefst schildert hij tijdens vernissages live op een oversized doek, waarbij hij vaak bezoekers uitnodigt om op zijn aanwijzingen mee te schilderen.